# IPadOS 17
iPadOS 17 — п'ятий великий випуск операційної системи iPadOS, розроблений Apple для лінійки планшетних комп'ютерів iPad. Операційна система стала наступницею iPadOS 16, та була представлена на Worldwide Developers Conference (WWDC) 5 червня 2023 року, її випуск заплановано на вересень 2023 року разом із iOS 17.
iPadOS 17 припиняє підтримку iPad Pro першого покоління та iPad п'ятого покоління, що робить її першим випуском iPadOS, ексклюзивної для iPad з підтримкою Apple Pencil, а також першою версією iPadOS, яка припиняє підтримку iPad Pro.
Наразі операційна система знаходиться в бета-версії, і вона доступна для людей, які зареєстровані в програмі Apple Developer Program. Перша публічна бета-версія була випущена 12 липня 2023 року, а остаточна версія випущена 19 вересня 2023 року.

## Особливості

### Замкнений екран
- Екран блокування було перероблено відповідно до зовнішнього вигляду iOS 16 і новіших версій.

### Робота з документами PDF
- iPadOS тепер може ідентифікувати поля форм PDF для швидшого введення тексту.

### Siri
- Тепер користувачі можуть просто сказати «Siri» замість «Hey Siri», щоб активувати Siri голосом.

### Програма «Здоров'я»
- Програма Apple «Здоров'я» тепер доступна як на iPad, так і на iPhone.

### Програма «Нотатки»
- Програма «Нотатки» тепер підтримує спільну роботу користувачів у PDF-документах у режимі реального часу.

### Програма «Пошта»
- Коли ви отримуєте код підтвердження електронною поштою, програма «Пошта» автоматично введе код у вікно, у яке необхідно вставити надісланий код.

## Сумісність (підтримувані пристрої)
Для iPadOS 17 потрібен чип A10 або новіший, що означає, що припиняється підтримка моделей iPad із чипами A9 та A9X, наприклад iPad Pro (1‑го покоління) та iPad (5‑го покоління). Це також третій раз, коли Apple відмовляється від підтримки 64-бітних пристроїв. Пристрої із системами на чипі A10 або A10X (iPad Pro 2-го покоління, iPad 6-го покоління і iPad 7-го покоління) мають обмежену підтримку. Пристрої з чипами A12, A12X, A12Z або A13 отримують додаткові функції, які недоступні на старих моделях; пристрої з чипами A14 або A15 мають майже повну підтримку, тоді як пристрої з чипом M1 і новішими отримують повну підтримку.
- iPad (6‑го покоління)
- iPad (7‑го покоління)
- iPad (8-го покоління)
- iPad (9-го покоління)
- iPad (10‑го покоління)
- iPad Air (3-го покоління)
- iPad Air (4-го покоління)
- iPad Air (5-го покоління)
- iPad Mini (5-го покоління)
- iPad Mini (6-го покоління)
- iPad Pro 10,5 дюйма
- iPad Pro 12,9 дюйма (2‑го покоління)
- iPad Pro 11 дюймів (1‑го покоління)
- iPad Pro 12,9 дюйма (3-го покоління)
- iPad Pro 11 дюймів (2‑го покоління)
- iPad Pro 12,9 дюйма (4‑го покоління)
- iPad Pro 11 дюймів (3-го покоління)
- iPad Pro 12,9 дюйма (5‑го покоління)
- iPad Pro 11 дюймів (4‑го покоління)
- iPad Pro 12,9 дюйма (6‑го покоління)

## Історія випуску
|  | Попередній випуск |  | Поточний випуск |  | Поточний бета-випуск |  | Оновлення безпеки |
|  | ----------------- |  | --------------- |  | -------------------- |  | ----------------- |

| Версія      | Дата випуску    | Примітки до випуску         |
| ----------- | --------------- | --------------------------- |
| 17.0 beta 8 | 29 серпня 2023  | Примітки до випуску (англ.) |
| 17.0        | 19 вересня 2023 |                             |